# سامرسبای، لینکلن‌شر
سامرسبای (به انگلیسی: Somersby) یک روستا در بریتانیا است که در لیندسی شرقی در لینکلن‌شر واقع شده‌است. آلفرد تنیسون، ملک‌الشعرای انگلستان در سامرسبای متولد و بزرگ شده‌است.